# Cherry Filter
I Cherry Filter (체리필터?) sono un gruppo musicale sudcoreano formatosi a Seul nel 1997.

## Formazione
- Jung Woo-jin – leader, chitarra
- Yaenhead – basso
- Sonstar – batteria
- Jo You-jeen – voce

## Discografia

### Album in studio
- 2000 – Head-Up
- 2002 – Made in Korea
- 2003 – The Third Eye
- 2006 – Peace 'N' Rock 'N' Roll
- 2007 – Rewind
- 2009 – Rocksteric

### Singoli
- 2004 – If You Pass Me By and Live
- 2008 – Rolling Heart
- 2008 – Orange Road
- 2010 – WM7
- 2014 – Andromeda